# Мігрін Олексій Сергійович
Олексі́й Сергі́йович Мігрін (нар. 26 березня 1975, Волноваха, Донецька область, УРСР, СРСР) — український держслужбовець, генерал-майор Державної служби України з надзвичайних ситуацій.

## Життєпис
Народився 26 березня 1975 року у місті Волноваха Донецької області. Громадянин України.
Освіта: вища: Харківський інститут пожежної безпеки МВС України, рік закінчення - 1997, спеціальність - "Пожежна безпека", кваліфікація - "Пожежна безпека"
Спеціальне звання: генерал-майор служби цивільного захисту - присвоєно наказом Указом Президента України від 18.09.2021 № 475/2021 .
З 1992 року працює в органах внутрішніх справ.
1997 року закінчив Харківський інститут пожежної безпеки. Працював начальником караулу, заступником начальника частини.
В 2001—2002 роках — начальник пожежної частини міста Докучаєвськ, протягом 2002—2004 років — пожежної частини Новоазовська.
Протягом 2004—2005 років — начальник Новоазовського РВ ГУ МНС України, в 2005—2010-х — начальник Волноваського РВ ГУ МНС.
З березня 2015 року по квітень 2018 року — перший заступник начальника Головного управління ДСНС України у Донецькій області
З квітня 2018 року — начальник Головного управління ДСНС України у Донецькій області.
У 2021 році отримав звання генерал-майора.
З 17 вересня 2024 року — заступник Голови Державної служби України з надзвичайних ситуацій .

## Нагороди
- Почесна грамота МНС України (2006);
- Почесна відзнака МНС України (2008);
- Грамота ГУ МНС у Донецькій області (2009);
- Нагрудний знак ГУ МНС України в Луганській області «За заслуги» II ст. (2010);
- Медаль «За бездоганну службу» ІІІ ст. (20 серпня 2010)[5];
- Подяка Прем'єр-міністра України (2012);
- Почесна грамота Донецької обласної державної адміністрації (2012);
- Почесна грамота ДСНС України (2014);
- Нагрудний знак «За відвагу в надзвичайній ситуації» (2014);
- Орден «За мужність» ІІІ ст. (26 лютого 2015)[6];
- Подяка Державної прикордонної служби України (2016);
- Подяка Міністерства внутрішніх справ України (2016);
- Нагрудний знак «За відвагу в надзвичайній ситуації» (2016);
- Почесна відзнака «За заслуги» ГУ ДСНС України у Донецькій області (2016);
- Орден Богдана Хмельницького III ст. (8 лютого 2017)[7];
- Відзнака «За оборону Авдіївки»;
- Пам'ятна медаль «За оборону Маріуполя»;
- Відзнака Президента України «За участь в антитерористичній операції»
- Відзнака Командувача обʼєднаних сил «Козацький хрест» II ст. (2019);
- Почесна грамота Донецького обласного управління лісового та мисливського господарства (2019)